# Maribo
Maribo è un centro abitato della Danimarca situato nella regione della Selandia. Fa parte del comune di Lolland.
Il centro abitato, situato sull'isola di Lolland, si affaccia su un lago al centro dell'isola, a nord dello stretto che divide la Danimarca (porto di Rødby) dal porto tedesco settentrionale di Puttgarden.